# Johannes Mollenbeck
Johannes Mollenbeck (auch Johann Mollenbeck; * 1592 in Lemgo; † 4. September 1624 in Rinteln) war ein deutscher Rechtswissenschaftler und Hochschullehrer.

## Leben
Mollenbeck war Sohn eines Heinrich Mollenbecks. 1610 wurde er an der Universität Rostock immatrikuliert. Anschließend studierte er an der Universität Helmstedt, wobei sein Schwerpunkt auf der Rechtswissenschaft lag. 1618 folgte er einem Ruf des Grafen Ernst zu Holstein-Schaumburg als ordentlicher Professor an das akademische Gymnasium illustre Ernestina Stadthagen. Zugleich ernannte der Graf ihn zu seinem Rat. Am 26. August 1619 erfolgte an der Universität Marburg seine Promotion zum Doktor der Rechte.
Mollenbeck wurde an der 1619 aus dem Stadthagener Gymnasium heraus gegründeten und 1621 nach Rinteln verlegten Universität Ernestina ordentlicher Professor der Pandekten. In diesem Amt wirkte er bis zu seinem Tod 1624.
Der Rechtsgelehrte Anton Heinrich Mollenbeck war sein Sohn, die Rechtsgelehrten Bernhard Ludwig Mollenbeck und Johann Heinrich Mollenbeck seine Enkel.

## Werke (Auswahl)
- Illustres iuris civilis controversiae, Stadthagen 1621.
- Discursus Academicus de cuius Thematis Ex publico & privato iuribus excerptis Sub Novae Ernestinae auspicium Moderante, Reinekin, Rinteln 1621.
- Disputatio Iuridica De Contractibus In Genere, Reinekin, Rinteln 1621.
- De privatis delictis, Lucius, Rinteln 1622.